# Takanakuy
Takanakuy (Quechua für „sich gegenseitig hauen“) ist ein in den südlichen Anden Perus verbreitetes Fest – insbesondere in der Provinz Chumbivilcas (Departamento Cusco) und der Provinz Cotabambas (Departamento Apurímac) –, bei dem an Weihnachten oder Neujahr Zweikämpfe durchgeführt werden, begleitet von den hierzu gehörigen Gesängen mit Tänzen, der Wayliya (Waylilla, Waylía oder hispanisiert Huaylilla).

## Verbreitung des Festes
Das ursprünglich vor allem in Santo Tomás und anderen Quechua-Dörfern in der Provinz Chumbivilcas sowie in der Provinz Cotabambas, aber auch in der Provinz Antabamba in Apurímac gefeierte Fest wird inzwischen auch in den Großstädten Cusco – hier vor der antiken Festung Sacsayhuaman – und Lima praktiziert. Diese Feierlichkeiten ziehen häufig auch Touristen aus dem Ausland an.
Je nach Ortschaft findet das Fest am 25. Dezember (so auch in Santo Tomás, dem bekanntesten Austragungsort), 26. Dezember oder 1. Januar, seltener an einem anderen Tag im Dezember oder Januar statt. Lediglich in Ccoyo wird es am 26. Juli gefeiert, dem Tag der Dorfheiligen Sankt Anna.

## Ablauf
Die Zweikämpfe werden öffentlich in der Mitte eines Kreises aus Zuschauern ausgetragen und stets begleitet von der Wayliya (auch Waylía, Waylilla, Huaylía oder Huaylilla), einem nur zu diesem Fest vorgetragenen Gesang mit charakteristischem Tanz, den andere Festteilnehmer singen und tanzen. Die Tänzer treten mit festtypischen Masken (uya ch'ullu) in Tänzergruppen auf, sie sich unter anderem Walaychu („kleine Mandoline“), Qorilazo („Goldlasso“, in der Provinz Chumbivilcas die Bezeichnung für berittene Viehzüchter) oder Kinsa qoyllur („Drei Sterne“) nennen. Von den Tänzergruppen werden fünf verschiedene Charaktere repräsentiert: der Schwarze (negro), der Händler aus Majes (majeño), die Heuschrecke (q'arak'apa, qara kapa oder langosta), der Lederstrumpf (qarawatana) und der Nackte Hahn (q'ara gallo). Während die Heuschrecke auf Grund historischer Heuschreckenplagen in den 1940er Jahren, der Lederstrumpf in den 1960er und der Nackte Hahn noch später eingeführt wurden, sind der Schwarze und der Majeño älteren Datums.
Es handelt sich um öffentlich ausgetragene Kämpfe zwischen zwei Gegnern, die sich in der Mitte eines Kreises aus Zuschauern gegenüberstehen. Beim Kämpfen treten sowohl Frauen als auch Männer gegeneinander an. Auch Kinder können gegeneinander kämpfen, wobei das Rempeln mit den Schultern ohne Einsatz der Arme und Hände verbreitet ist. Schiedsrichter (teniente-gobernadores, celadores) sorgen dafür, dass die Beteiligten sich bei dem  rituellen Kampf mit reinem Körpereinsatz nicht schwer verletzen. Das Fest endet mit einem gemeinsamen rituellen Tanz aller Beteiligten.

## Zweck
Ziel des Kampfes ist nicht primär, den Kampf für sich zu entscheiden oder den Gegner möglichst schwer zu verletzen, sondern den Kontrahenten zu ermöglichen, alle Zwistigkeiten zu bereinigen und über das Jahr aufgestaute Aggressionen abzubauen. Als Ritual hat Takanakuy auch die Funktion als öffentliches Forum für die Zurschaustellung von Männlichkeit und Mut (bravura), da die Teilnehmer, obwohl angeblich in Verkleidung, in der Tat erkennbar sind. Bereits Kinder üben sich spielerisch in takanakuy, indem sie sich beim Tanzen gegenseitig aus einem Kreis (Spielfeld) ohne Zuhilfenahme der Hände mit den Schultern schubsen.